# Тутикорин
Тутикори́н (англ. Tuticorin) или Туттуккуди (англ. Thoothukudi) — портовый город в индийском штате Тамилнад. Административный центр округа Тутикорин.

## Географическое положение
Расположен на юго-восточном побережье полуострова Индостан, в Манарском заливе Индийского океана в 590 км к юго-западу от Ченная. Средняя высота над уровнем моря — 2 метра.

## История
Исторически известен как морской порт и место добычи соли из морской воды.
В 1971 году численность населения составляла 154,8 тыс. человек, основой экономики являлись хлопчатобумажная и пищевая промышленность, а также солеварный и рыболовный промыслы.
По данным всеиндийской переписи 2001 года, в городе проживало 216 058 человек.

## Экономика
Медеплавильный завод. Известен как «город жемчуга». 